# So de trucada sortint
El so de trucada sortint és un to de senyalització en telecomunicacions que escolta l'autor d'una trucada telefònica mentre el terminal de destinació avisa el receptor. El so de trucada sortint sol ser un to repetit que no està necessàriament sincronitzat amb la freqüència del senyal de trucada de potència que s'envia al receptor.
El timbre audible sol generar-se al sistema de commutació més proper a la persona que truca, especialment quan està sota el control d'implementacions estrictes del Sistema de Senyalització Nº 7 i del sistema de senyalització de l'aplicació personalitzada de la lògica millorada mòbil (CAMEL). També es pot generar en el commutador distant, transmès en banda, de manera que a les xarxes analògiques la persona que truca pugui supervisar la qualitat del trajecte de veu de la connexió abans que s'estableixi la trucada. La indicació remota del progrés de la trucada permet que un commutador distant emeti tons o anuncis de veu personalitzats en lloc del to de trucada.

## Característiques nacionals
| So de trucada sortint audible del Regne Unit, Irlanda, Nova Zelanda i Singapur |
|                                                                                |
| So de trucada sortint de Regne Unit, Irlanda, Nova Zelanda i Singapur          |
|                                                                                |
| So de trucada sortint d'Austràlia                                              |
|                                                                                |
| So de trucada sortint d'Austràlia                                              |
|                                                                                |
| So de trucada sortint Europeu                                                  |
|                                                                                |
| Un so de trucada sortint europeu segons l'estàndard ETSI                       |
|                                                                                |
| So de trucada sortint del Japó                                                 |
|                                                                                |
|                                                                                |
|                                                                                |
| So de trucada sortint de França                                                |
|                                                                                |
| Un so de trucada sortint de França                                             |
|                                                                                |
| So de trucada sortint d'Amèrica del Nord i Corea del Sud                       |
|                                                                                |
| So de trucada sortint d'Amèrica del Nord                                       |
|                                                                                |
| So de trucada sortint de Malàisia                                              |
|                                                                                |
|                                                                                |
|                                                                                |

### Europa
Molts països europeus fan servir tons que segueixen la recomanació de l'Institut Europeu de Normes de Telecomunicacions. Gairebé tots aquests tons són de 425 Hz; França utilitza 440 Hz. Normalment, el patró és d'1 segon de to seguit per 3 a 5 segons de silenci.

### Japó
Al Japó, el so de trucada estàndard és un to repetit d'1 segon amb una pausa de 2 segons entre ells. El to té una freqüència de 400 ± 20 Hz, i la modulació de l'amplitud és de 15 a 20 Hz.

### Amèrica del Nord, Corea del Sud
En Amèrica del Nord (excloent Mèxic, Amèrica Central i parts del Carib), el so de trucada sortint estàndard és una seqüència repetida d'un to de dos segons i quatre segons de silenci. El senyal es compon de les freqüències 440 Hz i 480 Hz.

### Regne Unit, Irlanda, algunes nacions de la Commonwealth
Al Regne Unit, la República d'Irlanda, Austràlia, Nova Zelanda i algunes nacions de la Commonwealth.
Per a la majoria dels països, consisteix en un primer pols de 0,4 segons, una pausa de 0,2 segons, un pols de 0,4 segons i una pausa de 2 segons.
En molts casos, el pols es fa barrejant una ona sinusoidal de 400 Hz i 450 Hz. Aquest to més precís es va adoptar a Gran Bretanya i Irlanda quan es va introduir la commutació digital el 1980-1981 i també es va adoptar a Nova Zelanda.
Històricament, els sistemes no digitals utilitzaven la mateixa seqüència de trucada, però feien servir diversos tons diferents en funció del tipus d'equip utilitzat. Per exemple, a Irlanda, 425 Hz modulats per 25 Hz eren habituals als commutadors de barra creuada Ericsson ARF, i diversos tons de trucada eren utilitzats per diferents tipus de centrals a la xarxa del Regne Unit. Quan les xarxes es van tornar completament digitals, aquestes variacions de tons van desaparèixer.
Austràlia utilitza fins a tres combinacions diferents de freqüències. L'exemple mostrat es crea barrejant ones sinusoidals de 400, 425 i 450 Hz.
Alguns països utilitzen altres tons a la mateixa seqüència, per exemple, un únic to de 425 Hz, com a Malàisia, o altres combinacions de tons.
També es troben variacions als sistemes PABX i VoIP d'oficines privades.
No hi ha una norma única per a aquest to de doble compàs, sinó que els països que es van veure influïts pels estàndards GPO britànics a principis del segle xx van adoptar senyals de trucada similars.
No comparteixen cap similitud tècnica, ni relacions comercials o marcs normatius comuns en el desenvolupament de la xarxa.
La majoria d'aquests països pertanyen a la Commonwealth, però alguns, sobretot Irlanda, no ho són i alguns països de la Commonwealth utilitzen altres tons, per exemple: el Canadà sempre ha fet servir el pla de tons nord-americà.

### Índia
A l'Índia, el to de trucada s'anomena so de devolució de trucada (CRBT), que varia segons els diferents operadors de xarxa.

## Sons de trucada sortint personalitzats
Alguns operadors de telecomunicacions han ofert un servei anomenat de sons de trucada, que reprodueix una cançó elegida pel client en lloc del so de trucada estàndard.
Les patents dels sistemes d'emissió de sons de trucada sortint personalitzats van ser presentades per primera vegada a Corea per Kang-seok Kim (10-1999-0005344) l'octubre de 1999 i als Estats Units per Mark Gregorek i altres (patent nord-americà 5.321.740), i Neil Sleevi (patent nord-americà 4.811.382). El primer sistema funcional de substitució de sons de trucada sortint va ser inventat per Karl Seelig (patents nord-americans 7.006.608 i 7.227.929). El 2001, el prototip de Seelig va ser descrit a l'Orange County Register i a la revista The Economist. Onmobile Global Ltd. Índia va presentar una patent titulada Mètode i sistema per a personalitzar el to de crida en un sistema de telecomunicacions entre operadors el 18 de novembre de 2010.
El primer operador nacional nord-americà que va oferir aquest servei va ser Verizon Wireless el 2004. A causa de les baixes vendes, AT&T va deixar d'oferir sons de trucada sortint el 2014.

### Música de trucada
També coneguda com a melodies de trucada en alguns països, com l'Índia, la música de trucada sortind és un servei ofert pels operadors de xarxes mòbils que permet als abonats seleccionar música o fins i tot instal·lar sons gravats personalitzats per al to de trucada sortint.

### Publicitat de so de trucada sortint
La publicitat per sons de trucada sortint (AdRBT) es va introduir amb una varietat de models en diversos mercats comercials el 2008. A Amèrica, Ring Plus va oferir la primera plataforma de publicitat interactiva. A Turquia, 4play Digital Workshop va llançar "TonlaKazaan" AdRBT amb Turkcell, i Xipto AdRBT es va llançar als Estats Units amb Cincinnati Bell wireless; OnMobile va llançar a l'Índia un programa de so de trucada sortint musical amb publicitat amb Vodafone. El taller 4Play Digital va acumular diversos centenars de milers d'usuaris del seu servei durant els primers mesos de desplegament comercial, i va rebre un premi a la innovació el febrer de 2009 al Mobile World Congress de Barcelona. AdRBT sol recompensar la persona que truca o la que rep la trucada amb descomptes al servei Music RBT, minuts gratis, diners en efectiu o altres recompenses a canvi d'acceptar missatges publicitaris integrats a Music Ringback, o de seleccionar anuncis en lloc de música com a so de trucada sortint publicitari personalitzat.
El maig de 2011, Adfortel va posar en marxa amb Orange el primer servei de trucades patrocinades per anuncis a Àustria, en què els usuaris escolten un anunci específic en lloc del to de trucada habitual.
Un informe de Juniper Research publicat el gener de 2011 va predir que la publicitat per tons de trucada hauria arribat als 780 milions de dòlars anuals el 2015.